# Österby
Koordinaten: 58° 59′ N, 23° 31′ O
Österby ist ein Dorf (estnisch küla) in der Landgemeinde Lääne-Nigula (bis 2017: Landgemeinde Noarootsi) im Kreis Lääne in Estland.

## Einwohnerschaft und Lage
Der Ort hat 27 Einwohner (Stand 31. Dezember 2011). Er liegt am südlichen Ende der Halbinsel Noarootsi.
Der Ortsname ist schwedisch, da das Dorf bis zur Umsiedlung 1944 zum traditionellen Siedlungsgebiet der Estlandschweden gehörte.

## Hafen
Südlich des Dorfkerns liegt ein kleiner Hafen an der Ostsee. Von dort ergibt sich ein weiter Blick über die Bucht von Haapsalu (Haapsalu laht) auf die sieben Kilometer entfernte Landkreishauptstadt.
Die 265 Meter lange Mole am Hafen wurde Anfang des 20. Jahrhunderts von örtlichen Bauern aus Granit errichtet.